# Jörg Woithe
Jörg Woithe (ur. 11 kwietnia 1963 w Berlinie Wschodnim) – wschodnioniemiecki pływak. Dwukrotny medalista olimpijski z Moskwy.

## Kariera sportowa
Specjalizował się w stylu dowolnym. Zawody w 1980 były jego jedynymi igrzyskami. Pod nieobecność części sportowców, w tym amerykańskich pływaków, triumfował na dystansie 100 metrów stylem dowolnym i sięgnął po srebro w sztafecie kraulowej. W 1982 był mistrzem świata na dystansie 100 m kraulem i trzeci na dwukrotnie dłuższym dystansie. Po brąz sięgnął w 1986 w sztafecie kraulowej. Był wielokrotnym medalistą mistrzostw Europy (złoto na 50 m kraulem w 1987) i mistrzem NRD.